# Galileo (segment spatial)
Pour les articles homonymes, voir Galileo.

Logo du projet.

La constellation des satellites de Galileo (fichier animé).

Le segment spatial du système de positionnement Galileo est constitué par les satellites fournissant le signal permettant aux utilisateurs du système de positionnement par satellites Galileo de déterminer leur position. Le segment spatial est en cours de déploiement et il comprend en configuration opérationnelle, vers 2020, trente satellites. Pour mettre au point ce nouveau système de navigation l'Agence spatiale européenne agissant pour le compte de l'Union européenne, promoteur de Galileo, a lancé entre 2005 et 2008 deux satellites expérimentaux de type GIOVE destinés à tester les algorithmes de calcul, puis quatre satellites IOV entre 2011 et 2012 pour valider l'ensemble du système. Le déploiement des premiers satellites opérationnels débute en août 2014 avec la mise en orbite par une fusée Soyouz-Fregat d'une paire de satellites FOC (Full Operational Capability) et se poursuit à un rythme annuel de quatre à six satellites.
Les satellites Galileo opérationnels FOC sont construits par l'entreprise allemande OHB, tandis que leur charge utile est fournie par la société anglaise SSTL. D'une masse de 730 kilogrammes, ils disposent de panneaux solaires et sont prévus pour une activité de douze ans. Pour assurer une couverture complète du globe, ils sont disposés sur trois orbites moyennes circulaires, à une altitude de 23 222 kilomètres et avec une inclinaison de 56°. Sur chaque orbite circulent huit satellites opérationnels espacés de manière identique et deux satellites de secours. Le cœur de la charge utile est constitué par quatre horloges atomiques. Chaque satellite emporte également un système de réception SAR permettant de détecter et de localiser un signal de détresse.

## Caractéristiques techniques des satellites

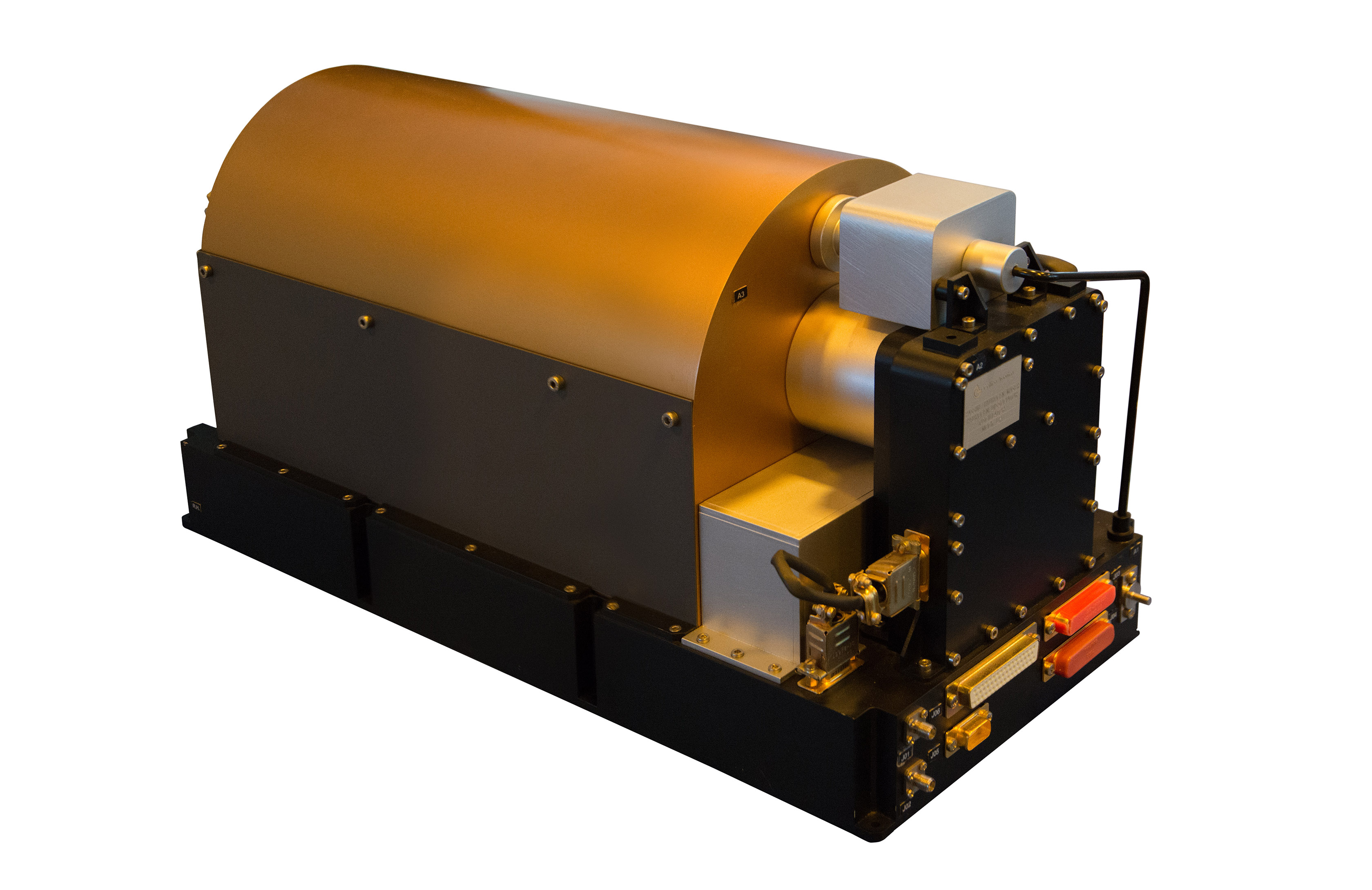
Une horloge atomique de type maser à hydrogène fait partie de la charge utile des satellites Galileo.

### Satellites opérationnels FOC
Les satellites Galileo opérationnels dits FOC (Full Operational Capability), construits par OHB, ont une masse de 730 kilogrammes et disposent de panneaux solaires fournissant 1 900 watts. Leur durée de vie est de 12 ans.

#### Charge utile
La charge utile est fournie par la société anglaise SSTL, reconduite en juin 2017,. Intégrant des horloges atomiques européennes, des générateurs de signaux, des tubes à ondes progressives de forte puissance et des antennes, elle se décompose en :
- quatre horloges atomiques, deux sont au rubidium, et les deux autres des masers à hydrogène passifs ;
- un sous-système de chargement des missions en provenance du système de contrôle au sol ;
- un sous-système responsable de la génération des signaux de navigation ;
- un sous-système d'amplification des radiofréquences transmettant les signaux de navigation au sol avec une qualité et une puissance suffisantes pour autoriser un bon suivi par un récepteur ;
- un système de réception SAR permettant de détecter et localiser un signal de détresse ;
- une matrice de rétroréflecteurs laser pour permettre un suivi au sol précis de la trajectoire du satellite en orbite.

### Prototypes IOV
Les prototypes IOV (In-Orbit Validation) se rapprochent très fortement du design final et ont deux composants principaux : la charge utile et la plateforme. EADS Astrium GmbH (en Allemagne) a la responsabilité du satellite complet, même si la charge utile est sous-traitée auprès d'EADS Astrium Limited (Royaume-Uni).
La plateforme, conçue par les Allemands, fournit les fonctions support du satellite (armature, puissance, contrôle thermique, contrôle du satellite) indispensables au maintien en orbite terrestre moyenne de la charge utile de conception britannique. Cette dernière dérive de celle des satellites GIOVE (Galileo In-Orbit Validation Element) qui ont servi de banc d'essai pour certaines technologies-clefs. Son objectif est de supporter l'entièreté des services du système de positionnement, ce qui nécessite :
- un service de navigation basé sur architecture génératrice ;
- la génération d'une fréquence de référence au moyen d'horloges atomiques de grande précision dont la stabilité doit être constamment contrôlée ;
- la génération embarquée d'un signal de synchronisation et d'un message de navigation, ainsi que les modulation, conversion, amplification et transmission du signal en bande L ;
- la connectivité montante des données de navigation, de contrôle d'intégrité et des données de retour SAR via le lien montant de données de mission dédié en bande C ;
- une approche alternative à la liaison des données opérationnelles via le lien montant en bande S de contrôle et suivi télémétrique (Telemetry Tracking & Control, ou TT&C) de la plateforme ;
- un transpondeur transparent permettant une liaison aller SAR relayant des messages provenant de balises de détresse UHF vers des terminaux sur bande L en orbite terrestre moyenne (Medium Earth Orbit Local User Terminal, ou MEOLUT) ;
- la garantie que la liaison montante de mission et le signal PRS sont protégés à un niveau classifié et isolés des autres fonctions non sécurisées ;
- un niveau approprié de télémétrie, contrôle et opérations sur la charge utile pour permettre l'observabilité et la commandabilité des services requises ;
- une redondance des éléments suffisante, ainsi que leur commutation associée pour satisfaire les exigences de fiabilité et de disponibilité attendues[3].

Afin de répondre à ces exigences, la charge utile a été développée autour de sept modules : un sous-système de réception des données du segment sol arrivant en bande C, une unité de sécurité traitant ces données, un sous-système de géneration des signaux de navigation et un autre chargé de l'émission de ces signaux en bande L, un module indépendant bi-directionnel gérant les liaisons montantes et descendantes Search And Rescue ; l'horloge de référence servant aux sous-systèmes de réception (du sol et SAR) ainsi qu'au générateur mais également à la navigation elle-même ; et, enfin, le module de type Command & Control transverse gérant les différents composants et chargé des messages TT&C.
En remplissant ces exigences, la charge utile des IOV leur permet de fournir la totalité des services Galileo (Open, Commercial, et Public Regulated Services ainsi que Search And Rescue) à travers les dix signaux de navigation prévus à cet effet sur les bandes micro-ondes E5 (centrée en 1 191,795 MHz), E6 (centrée en 1 278,750 MHz) et L1 (centrée en 1 575,420 MHz).

### Satellites expérimentaux GIOVE

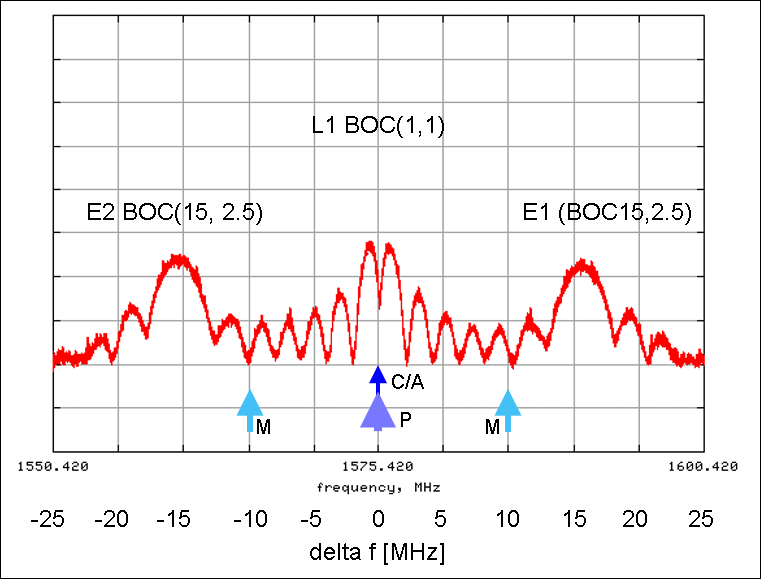
Le premier signal Galileo en gamme de fréquence L1, transmis par Giove-A en janvier 2006.

Les premiers satellites lancés sont des satellites de test : GIOVE, A et B, qui ont permis de vérifier le bon fonctionnement, à la fois des satellites et des systèmes au sol.

### Giove-A
Le 28 décembre 2005, l'ESA et le Galileo Joint Undertaking (GJU) placent sur l'orbite prévue, à 23 000 kilomètres d'altitude, le premier de deux satellites expérimentaux nommé Giove-A (GSTB-2A), depuis une fusée russe Soyouz lancée du Cosmodrome de Baïkonour au Kazakhstan.
Ce satellite se présente sous la forme d'un cube de 602 kilogrammes et est fabriqué par la société britannique SSTL. Pendant deux ans, il sert à valider plusieurs technologies, dont certaines nouvelles, comme l'horloge atomique la plus exacte jamais envoyée dans l'espace. Il doit en outre réserver les fréquences attribuées par l'Union internationale des télécommunications (car en cas de non-utilisation continue de ces fréquences, elles seraient perdues par le projet).
Le premier message de navigation Galileo est transmis avec succès le 7 mai 2007 grâce au générateur de signal Galileo (NSGU) de Giove-A.

### Giove-B
Le 27 avril 2008, le second satellite expérimental, Giove-B, est lancé avec succès. Ce cube de 500 kilogrammes, construit par EADS Astrium Satellites et Thales Alenia Space, va prendre le relais du premier satellite test de Galileo Giove-A. Ces technologies pointues sont notamment conçues par Thales Alenia Space, basée à Charleroi, Anvers (Belgique) et à Kourou. Son lancement a pris plus d'un an de retard en raison d'un problème technique qui avait été identifié sur un calculateur de bord.
Les missions de Giove-B consistent à :
- mieux tester les horloges de précision qui permettront à Galileo de localiser des éléments mobiles au mètre près ;
- démontrer, pour les utilisateurs, l’interopérabilité entre le GPS américain et le système européen Galileo : si l’un fait défaut, l’autre doit pouvoir se substituer à lui sans que l’utilisateur ne s’en aperçoive[6].

Les horloges envoyées dans l'espace avec Giove-B sont encore plus précises que celles de Giove-A.
« Avec le lancement réussi de GIOVE-B, nous sommes sur le point de clore la phase de démonstration de Galileo », a déclaré, depuis Fucino, Jean-Jacques Dordain, Directeur général de l'Agence spatiale européenne, qui a également félicité les équipes de l'ESA et de l'industrie. « L'importante coopération entre l'ESA et la Commission européenne a été décisive pour accomplir ces dernières années des progrès dans un environnement complexe. Malgré les difficultés rencontrées, le système Galileo, avec deux satellites en orbite, a désormais une existence concrète. Cette étape significative préfigure l'arrivée des quatre prochains satellites (en cours de construction) et d'un service EGNOS pleinement qualifié, le tout étant conçu pour répondre aux besoins des citoyens européens et de la population du monde entier. L'ESA lancera prochainement la procédure d'approvisionnement concernant l'ensemble de la constellation post-IOV, sous la responsabilité de la Commission européenne ». Le second satellite-test émet ses premiers signaux de navigation, « une étape véritablement historique pour la navigation par satellite », a annoncé l’Agence spatiale européenne (Esa) le 7 mai 2008.
« Maintenant que Giove-B diffuse dans l’espace son signal de haute précision, nous avons la preuve tangible que Galileo pourra fournir les services de localisation par satellite les plus performants, tout en étant compatible et interopérable avec le GPS » américain, a souligné le chef du projet Galileo, Javier Benedicto.
Ce signal émis par le satellite Giove-B pour la première fois est en fait un signal commun GPS-Galileo, utilisant une modulation optimisée spécifique dénommée MBOC (en) (porteuse à forme d’onde binaire décalée multiplexée).
Ceci conformément à un accord conclu entre l’Union européenne (UE) et les États-Unis le 26 juillet 2007, après des mois de négociation, pour leurs systèmes respectifs : le futur GPS Block III (à partir de 2013) et Galileo. Accord qui est la concrétisation technique d’un accord sur la cohabitation de Galileo et du GPS américain signé en juin 2004, après de longues années de négociation, qui garantit l’interopérabilité des deux systèmes de navigation.
Le 4 juillet 2008, EADS Astrium confirme, après 2 mois d'essais, le bon fonctionnement, la qualité des signaux émis et la très haute précision de Giove-B, en particulier de la nouvelle horloge maser à hydrogène passif, 10 fois plus précise que les horloges atomiques au rubidium utilisées dans les autres satellites de positionnement,.

### Giove-A2
Un autre satellite appelé Giove-A2 avait été programmé pour être lancé au second semestre 2008 pour le cas où Giobe-B ne serait pas lancé ou rencontrerait des problèmes techniques, et afin de maintenir la réservation des fréquences attribuées par l'Union internationale des télécommunications, pour 27 mois supplémentaires. En raison du bon fonctionnement de Giove-B, la construction de Giove-A2 a été stoppée avant son achèvement.

## Phase de validation: satellitesIOV
À partir d'avril 2011, les quatre premiers satellites opérationnels de la constellation finale servent dans un premier temps à valider les performances en vol (phase IOV pour In Orbit Validation). Après qualification, les deux premiers satellites sont lancés le 21 octobre 2011 depuis le centre spatial guyanais, à bord d'un lanceur Soyouz. Le 12 octobre 2012, les deux derniers satellites sont lancés depuis Kourou.
Ces satellites permettent de réaliser des tests complémentaires, de positionnement, préfigurant les prestations de la constellation définitive. Les horloges atomiques sont réalisées à Neuchâtel par SpectraTime (groupe Orolia) en partenariat avec Selex Galileo et Astrium. Ils ont été nommés Thijs, Natalia, David et Sif en l'honneur des enfants qui ont remporté un concours de peinture.
Un premier positionnement de l'ordre du décamètre a été réalisé le 12 mars 2013 par les équipes de l'ESA.

## Phase de déploiement

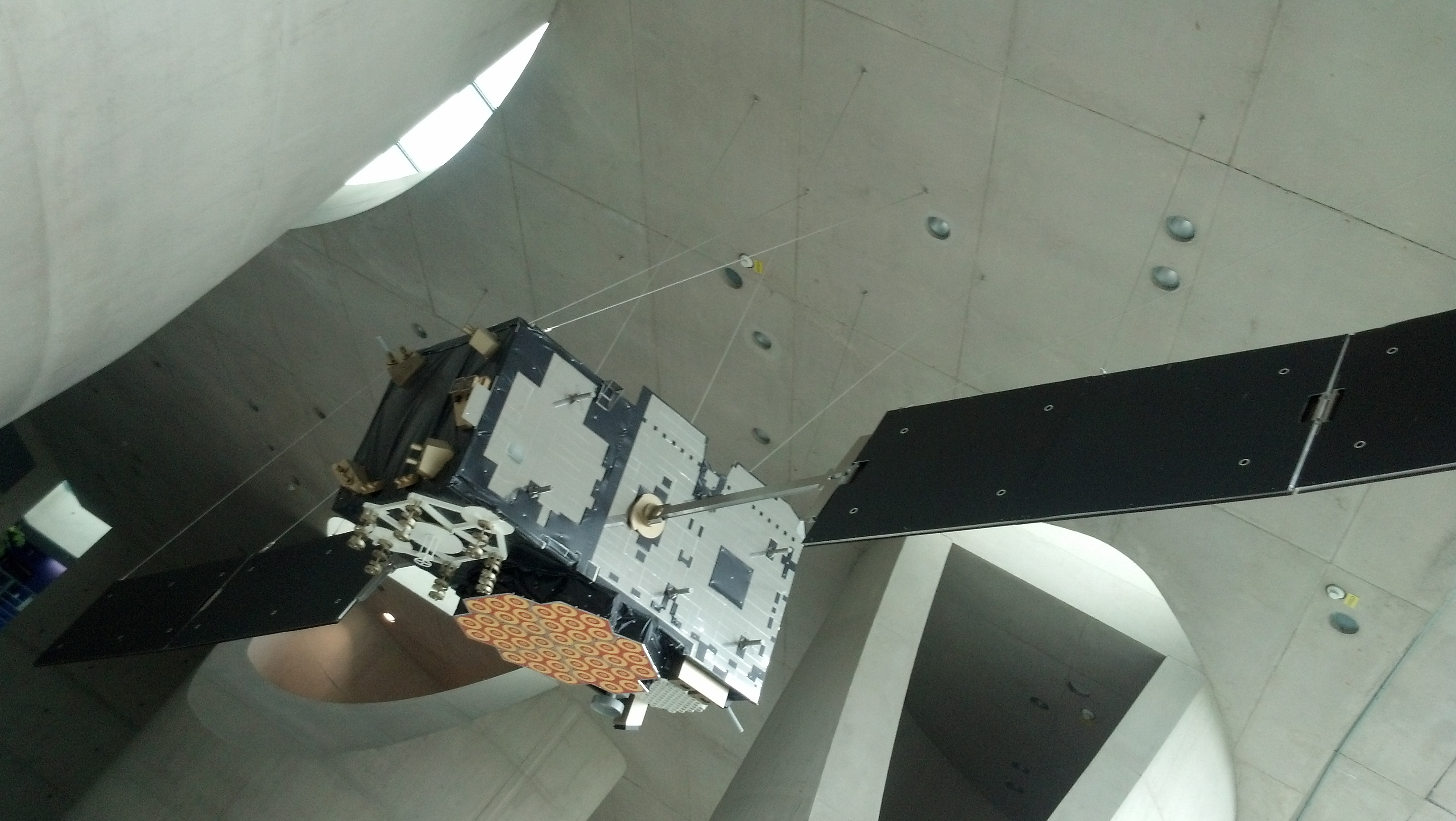
Modèle d'un satellite Galileo exposé en 2012.

### Les satellites Galileo-FOC
Les satellites opérationnels sont surnommés FOC pour Full Operational Capability. Chacun d'entre eux est également baptisé de prénoms d'écoliers européens lauréats d'un concours de peinture. Dans l'ordre, à partir de FOC-1, on trouve : Doresa, Milena, Adam, Anastasia…
Chaque satellite pèse 700 kilogrammes et contient notamment :
- deux horloges atomiques au rubidium et un maser à hydrogène passif, l'horloge atomique la plus stable au monde, réalisées par Orolia, sur un contrat de 14,5 millions d'euros pour l'équipement de huit satellites[17],[18] ;
- des panneaux solaires fournissant une puissance maximale de 1 500 watts ;
- un émetteur et un récepteur radio.

### Réalisation et lancement

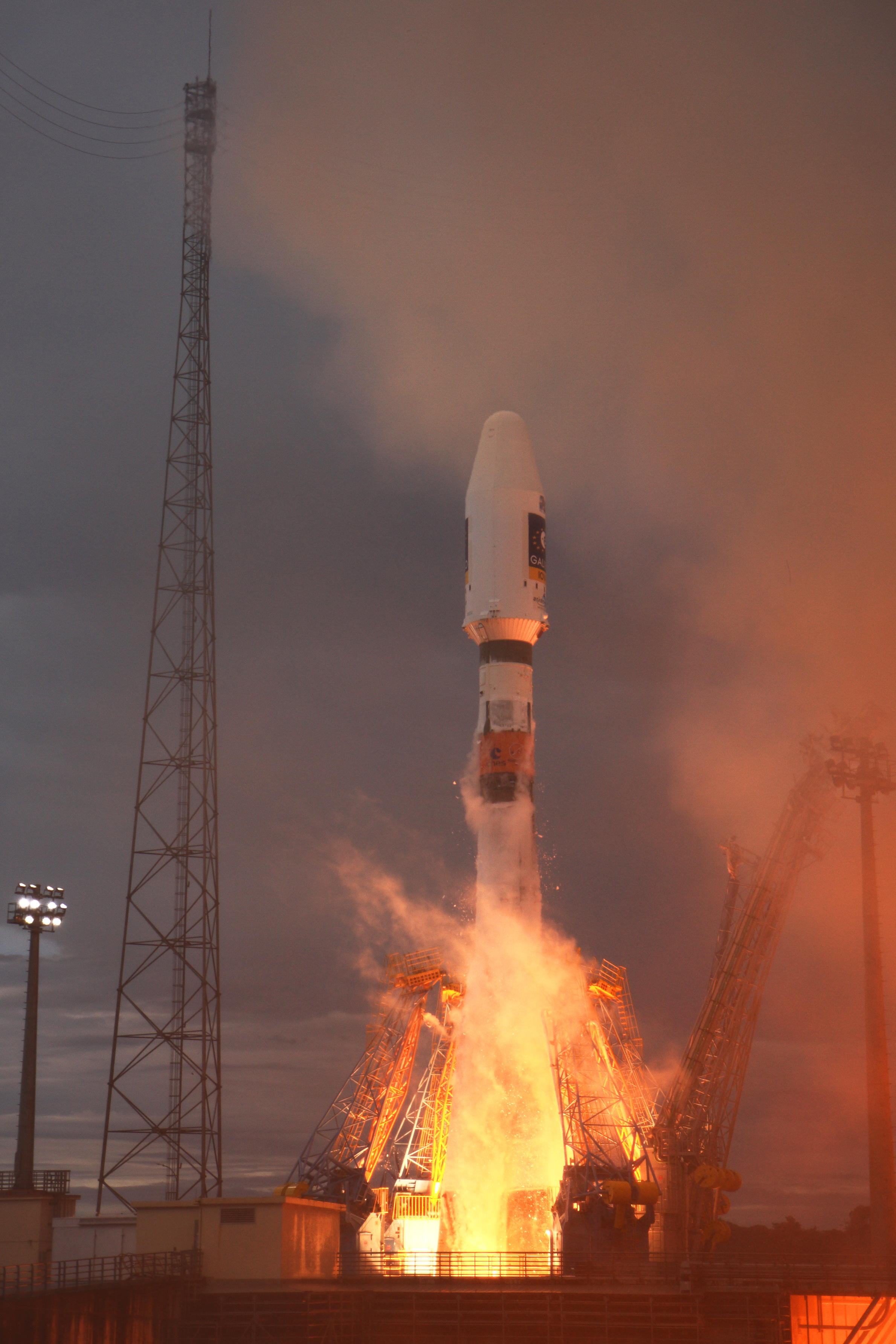
Le lancement de la fusée Soyouz le 21 octobre 2011.

Le 16 juin 2009 le directeur général de l'ESA, Jean-Jacques Dordain déclare que le lancement et le déploiement des 26 satellites restants (phase FOC pour Full Operational Capability) sont prévus par paires à partir de septembre 2010, le tout devant être opérationnel à partir de 2013. Les satellites Galileo seront lancés deux par deux par les lanceurs Soyouz plutôt que par Ariane 5 pour baisser les coûts, sauf si la situation impose de lancer les satellites dans un délai plus court (quatre par quatre). Seuls les quatre premiers satellites pour la phase IOV sont lancés aux dates initialement prévues.
Les étapes clés du lancement, comprenant aussi les quatre premiers satellites (IOV), sont pour l'heure :
- 1er juillet 2008, la Commission européenne lance les appels d'offres à l'industrie en vue de signer des contrats avant la fin de l'année voire du premier trimestre 2009 si le dialogue compétitif est plus long que prévu ;
- 15 juin 2009, lors du salon international de l'aéronautique et de l'espace de Paris-Le Bourget, l'Agence spatiale européenne signe le premier contrat couvrant les approvisionnements des items à long terme pour la réalisation des satellites de la phase opérationnelle (FOC), le lancement des quatre satellites de la phase de validation (IOV) par une fusée Soyouz fin 2010 - début 2011 avec EADS Astrium Satellites (6 millions d'euros), et l'équipe OHB/SSTL (10 millions d'euros)[20] ;
- 9 décembre 2009, la Commission européenne attribue le premier lot de 8 ou 14 satellites destinés à la constellation opérationnelle à l'équipe industrielle OHB System-SSTL[21],[22] ;
- 7 janvier 2010, la Commission européenne attribue à l'allemand OHB-System AG, filiale d'OHB Technology AG (OHB.XE), la construction de 14 satellites opérationnels, pour 566 millions d'euros[23]. La Commission européenne attribue à Arianespace un contrat de 397 millions d'euros pour le lancement de cinq fusées russes Soyouz, emportant chacune deux satellites[23] ;
- le 21 octobre 2011, Soyouz effectue son premier lancement depuis le Centre spatial guyanais et par la même occasion envoie les deux premiers (Thijs et Natalia[24]) satellites opérationnels du système Galileo[25],[26] ;
- en février 2012, huit satellites complémentaires sont commandés à OHB Systems pour 250 millions d'euros, portant le total à 22 satellites FOC[27],[28] ;
- le 12 octobre 2012, Soyouz effectue depuis le Centre spatial guyanais le lancement des 3e et 4e (David et Sif) satellites opérationnels du système Galileo[13], permettant à la phase de tests opérationnels de commencer ;
- le 12 mars 2013, entre 10 h et 11 h, un premier test positionnement utilisant les 4 satellites opérationnels de Galileo est effectué avec une précision de l'ordre de +/- 10 mètres, ce qui est considéré comme bon par l'équipe du laboratoire de navigation hollandais de l'ESA chargée du test, vu le faible nombre de satellites déployés (4 sur 30)[16] ;
- en 2013 également, un retard important est annoncé pour le programme à cause de la défaillance d'OHB, ceux-ci demandant l'aide d'Astrium et de Thales Alenia Space, ce qui engendra une polémique quant à la gouvernance du programme et le choix d'OHB[29],[30] ;
- le 22 août 2014, lancement des satellites FOC Sat-5 et Sat-6 ;
- le 28 mars 2015, lancement des satellites FOC Sat-7 et Sat-8[31] ;
- le 11 septembre 2015, lancement des satellites FOC Sat-9 et Sat-10 [32] ;
- le 17 décembre 2015, lancement des satellites FOC Sat-11 et Sat-12 [33] ;
- le 24 mai 2016, lancement des satellites FOC Sat-13 et Sat-14[34] ;
- le 17 novembre 2016, lancement des satellites FOC Sat-15, Sat-16, Sat-17 et Sat-18 par Ariane 5[35] ;
- le 12 décembre 2017, lancement des satellites FOC Sat-19, Sat-20, Sat-21 et Sat-22 par Ariane 5[36],[37] ;
- le 25 juillet 2018, lancement de quatre satellites supplémentaires par Ariane 5[38] ;
- le 5 décembre 2021, lancement de deux satellites (FOC 27 et 28) par le vol Soyouz VS26[39] ;
- le 28 avril 2024, lancement de deux satellites (FOC 29 et 30) par Falcon 9[40] ;
- nouveau lancement prévu au premier semestre 2022 pour deux satellites[41] ;
- nouveaux lancements de huit nouveaux satellites prévus en 2022, 2023, 2024 et 2025[41]. Trente huit satellites auront alors été lancés.

### Échec du lancement du 22 août 2014
Le 22 août 2014, un lanceur Soyouz MTB utilisant un étage Fregat-MT décolle de la base de Kourou avec une charge utile constituée par les deux premiers satellites opérationnels du système Galileo. L'étage Fregat place les deux satellites sur une orbite erronée (13 700 × 25 900 km et inclinaison de 49,7°, au lieu d'une orbite circulaire de 23 500 kilomètres avec une inclinaison de 55°). Une commission d'experts, chargée de déterminer les causes de cet échec, met en évidence un mauvais fonctionnement de l'étage Fregat, avec une cascade de défaillances techniques et humaines. Après plusieurs manœuvres de correction d'orbite, l'ESA a confirmé que l'un des deux satellites a pu rejoindre une orbite compatible pour l'utilisation pour le positionnement. Dans un communiqué du 13 mars 2015, l'ESA a indiqué que les deux satellites ont été replacés sur une orbite d'exploitation de 17 200 kilomètres,.
L'étage Fregat est utilisé à deux reprises, d'une part pour la mise en orbite, d'autre part pour la circularisation de l'orbite, avec un intervalle de temps de 3 heures et 15 minutes entre les deux mises à feu. À l'issue de la première mise à feu, les petits propulseurs de l'étage utilisés pour contrôler l'attitude sont mis à contribution pour imprimer un mouvement de rotation à l'étage afin que l'action du Soleil soit répartie de manière assez uniforme sur toutes les parois de l'ensemble, évitant ainsi une élévation excessive de la température durant la phase de croisière passive (mode dit « barbecue »). Ces petits propulseurs sont ainsi mis à contribution durant 18 minutes. Or les capteurs détectent que trois des quatre moteurs d'une des 4 grappes de propulseurs n'ont pas été alimentés durant ces 18 minutes. L'explication la plus probable est que l'hydrazine, qui devait parvenir jusqu'à leur chambre de combustion, a gelé (−52 °C) dans la canalisation d'alimentation, du fait de la proximité anormale d'une conduite d'hélium utilisé pour mettre sous pression le carburant du propulseur principal. Durant la première utilisation de la propulsion principale de l'étage Fregat, la circulation de l'hélium aurait abaissé fortement la température autour de la canalisation. La commission a constaté que la conduite d'hélium était fixée par une bride non pas à la structure de l'étage comme prévu mais à la conduite d'hydrazine créant un pont thermique entre les deux. Cette erreur de montage aurait déjà été commise sur des étages Fregat ayant volé précédemment mais une utilisation différente de la propulsion aurait permis d'éviter la même défaillance.
La deuxième anomalie est que le système de contrôle d'attitude du lanceur n'a apparemment ni détecté ni tenté de corriger ce dysfonctionnement, qui a placé le lanceur dans une orientation non conforme. Les contrôleurs au sol n'ont également rien détecté. Après la phase de croisière de trois heures et demie, la propulsion principale a été remise à feu. Le lanceur étant mal orienté (l'erreur de pointage a été évaluée à 145°), la poussée s'est exercée dans une direction erronée et les satellites se sont retrouvés sur une orbite inutilisable. De nouveau, avant la mise à feu du propulseur principal, ni les instruments, ni les contrôleurs au sol ne se sont rendu compte de l'erreur d'orientation de l'étage, alors que ce paramètre fait normalement toujours l'objet de vérifications minutieuses avant un ré-allumage de ce type.

### Panne des horloges atomiques
Début 2017, dix horloges atomiques utilisées par le système Galileo sur les 72 en orbite sont déclarées en panne. Ces défaillances, concentrées pour huit d'entre elles sur 2 mois, touchent tout autant des satellites prototypes IOV (quatre horloges) construits par Airbus Defence & Space que les satellites opérationnels FOC produits par OHB. Chaque satellite utilise quatre horloges mettant en œuvre deux technologies différentes : horloges au rubidium d'une part et horloges maser à hydrogène d'autre part. Les deux types d'horloges sont touchés. Toutes les horloges sont fournies par la société suisse Spectratime, filiale de l'entreprise française Orolia (en). Les horloges au rubidium sont également utilisées par les satellites du système de positionnement indien IRNSS lancés entre 2013 et 2016 - sans défaillance connue jusqu'à fin janvier 2017 lorsque les trois horloges d'un des satellites indiens ont cessé de fonctionner,, - et par la première génération de satellites chinois Beidou. Des études sont lancées pour tenter de reconstituer l'origine de ces pannes. L'Agence spatiale européenne décide de repousser le lancement suivant de satellites Galileo d'août à décembre 2017. Le 3 juillet 2017, Lucia Caudet, porte-parole de la Commission Européenne, annonce que les enquêteurs de l'Agence auraient identifié les principales raisons derrière ces dysfonctionnements et que des mesures étaient prises afin de réduire leur risque de réoccurrence.

## Historique des lancements
| Satellite             | Type  | Autre appellation | Date de lancement | Lanceur       | Identifiant COSPAR | Commentaire                                                                  |
| --------------------- | ----- | ----------------- | ----------------- | ------------- | ------------------ | ---------------------------------------------------------------------------- |
| GIOVE A               | GIOVE | -                 | 28/12/2005        | Soyouz-Fregat | 2005-051A          | Retiré du service le 30 juin 2012.                                           |
| GIOVE B               | GIOVE | -                 | 26/04/2008        | Soyouz-Fregat | 2008-020A          | Retiré du service le 23 juillet 2012.                                        |
| Galileo 1 (IOV-FM1)   | IOV   | Thijs             | 21/10/2011        | Soyouz-Fregat | 2011-060A          |                                                                              |
| Galileo 2 (IOV-FM2)   | IOV   | Natalia           | 21/10/2011        | Soyouz-Fregat | 2011-060B          |                                                                              |
| Galileo 3 (IOV-FM3)   | IOV   | David             | 12/10/2012        | Soyouz-Fregat | 2012-055A          |                                                                              |
| Galileo 4 (IOV-FM4)   | IOV   | Sif               | 12/10/2012        | Soyouz-Fregat | 2012-055B          | Non disponible depuis le 27 mai 2014. Retiré du service le 18 mars 2024      |
| Galileo 5 (FOC-FM1)   | FOC   | Doresa            | 22/08/2014        | Soyouz-Fregat | 2014-050A          | Échec partiel, placés sur orbite alternative, réservés pour test uniquement. |
| Galileo 6 (FOC-FM2)   | FOC   | Milena            | 22/08/2014        | Soyouz-Fregat | 2014-050B          | Échec partiel, placés sur orbite alternative, réservés pour test uniquement. |
| Galileo 7 (FOC-FM3)   | FOC   | Adam              | 27/03/2015        | Soyouz-Fregat | 2015-017A          |                                                                              |
| Galileo 8 (FOC-FM4)   | FOC   | Anastasia         | 27/03/2015        | Soyouz-Fregat | 2015-017B          | Réservé (gestion de la constellation) depuis le 8 décembre 2017.             |
| Galileo 9 (FOC-FM5)   | FOC   | Alba              | 11/09/2015        | Soyouz-Fregat | 2015-045A          |                                                                              |
| Galileo 10 (FOC-FM6)  | FOC   | Oriana            | 11/09/2015        | Soyouz-Fregat | 2015-045B          |                                                                              |
| Galileo 11 (FOC-FM9)  | FOC   | Liene             | 17/12/2015        | Soyouz-Fregat | 2015-079A          |                                                                              |
| Galileo 12 (FOC-FM8)  | FOC   | Andriana          | 17/12/2015        | Soyouz-Fregat | 2015-079B          |                                                                              |
| Galileo 13 (FOC-FM10) | FOC   | Danielè           | 24/05/2016        | Soyouz-Fregat | 2016-030B          | Réservé depuis le 5 septembre 2023.                                          |
| Galileo 14 (FOC-FM11) | FOC   | Alizée            | 24/05/2016        | Soyouz-Fregat | 2016-030A          |                                                                              |
| Galileo 15 (FOC-FM7)  | FOC   | Antonianna        | 17/11/2016        | Ariane 5 ES   | 2016-069A          |                                                                              |
| Galileo 16 (FOC-FM12) | FOC   | Lisa              | 17/11/2016        | Ariane 5 ES   | 2016-069B          |                                                                              |
| Galileo 17 (FOC-FM13) | FOC   | Kimberley         | 17/11/2016        | Ariane 5 ES   | 2016-069C          |                                                                              |
| Galileo 18 (FOC-FM14) | FOC   | Tijmen            | 17/11/2016        | Ariane 5 ES   | 2016-069D          |                                                                              |
| Galileo 19 (FOC-FM15) | FOC   | Nicole            | 12/12/2017        | Ariane 5 ES   | 2017-079A          |                                                                              |
| Galileo 20 (FOC-FM16) | FOC   | Zofia             | 12/12/2017        | Ariane 5 ES   | 2017-079B          |                                                                              |
| Galileo 21 (FOC-FM17) | FOC   | Alexandre         | 12/12/2017        | Ariane 5 ES   | 2017-079C          |                                                                              |
| Galileo 22 (FOC-FM18) | FOC   | Irina             | 12/12/2017        | Ariane 5 ES   | 2017-079D          |                                                                              |
| Galileo 23 (FOC-FM19) | FOC   | Tara              | 25/07/2018        | Ariane 5 ES   | 2018-060C          |                                                                              |
| Galileo 24 (FOC-FM20) | FOC   | Samuel            | 25/07/2018        | Ariane 5 ES   | 2018-060D          |                                                                              |
| Galileo 25 (FOC-FM21) | FOC   | Anna              | 25/07/2018        | Ariane 5 ES   | 2018-060A          |                                                                              |
| Galileo 26 (FOC-FM22) | FOC   | Ellen             | 25/07/2018        | Ariane 5 ES   | 2018-060B          |                                                                              |
| Galileo 27 (FOC-FM23) | FOC   | Nikolina          | 05/12/2021        | Soyouz-Fregat | 2021-116A          |                                                                              |
| Galileo 28 (FOC-FM24) | FOC   | Shriya            | 05/12/2021        | Soyouz-Fregat | 2021-116B          |                                                                              |
| Galileo 29 (FOC-FM25) | FOC   | Patrick           | 28/04/2024        | Falcon 9      | 2024-079A          |                                                                              |
| Galileo 30 (FOC-FM27) | FOC   |                   | 28/04/2024        | Falcon 9      | 2024-079C          |                                                                              |
| Galileo 31 (FOC-FM26) | FOC   | Julina            | 17/09/2024        | Falcon 9      | 2024-167A          | Mis en service le 29/01/2025                                                 |
| Galileo 32 (FOC-FM32) | FOC   |                   | 17/09/2024        | Falcon 9      | 2024-167B          | Mis en service le 29/01/2025                                                 |
| Futurs lancements     |       |                   |                   |               |                    |                                                                              |
| Galileo 33 (FOC-FM29) | FOC   |                   | NET janvier 2025  | Ariane 62     |                    |                                                                              |
| Galileo 34 (FOC-FM30) | FOC   |                   | NET janvier 2025  | Ariane 62     |                    |                                                                              |
| Galileo 35 (FOC-FM28) | FOC   |                   | NET janvier 2025  | Ariane 62     |                    |                                                                              |
| Galileo 36 (FOC-FM31) | FOC   |                   | NET janvier 2025  | Ariane 62     |                    |                                                                              |
| Galileo 37 (FOC-FM33) | FOC   |                   | NET janvier 2025  | Ariane 62     |                    |                                                                              |
| Galileo 38 (FOC-FM34) | FOC   |                   | NET janvier 2025  | Ariane 62     |                    |                                                                              |
| Galileo 39 (FOC-FM35) | FOC   |                   | NET janvier 2025  | Ariane 62     |                    |                                                                              |
| Galileo 40 (FOC-FM36) | FOC   |                   | NET janvier 2025  | Ariane 62     |                    |                                                                              |
| Galileo 41 (FOC-FM37) | FOC   |                   | NET janvier 2026  | Ariane 62     |                    |                                                                              |
| Galileo 42 (FOC-FM38) | FOC   |                   | NET janvier 2026  | Ariane 62     |                    |                                                                              |

## Noms des satellites
La Commission européenne a lancé un concours du 1er septembre au 15 novembre 2011, destiné à susciter l’intérêt des enfants nés en 2000, 2001 et 2002 pour les activités spatiales, en offrant à 27 d’entre eux la possibilité de donner leur nom à un satellite.
Les premiers gagnants sont Thijs de Belgique et Nathalia de Bulgarie, dont les satellites ont été lancés le 21 octobre 2011.
Le résultat du concours complet,, le communiqué de la commission européenne et la liste des satellites associés à leurs noms et codes de lancement sont publiés en 2012.